# AIDAcosma
AIDAcosma è una nave di AIDA Cruises attualmente in servizio.

## Caratteristiche
AIDAcosma è la seconda nave della classe Helios. A parte alcune differenze, è identica nella costruzione alla sua nave gemella AIDAnova, che è stata messa in servizio alla fine del 2018. AIDAcosma non dispone della sezione Quattro Elementi, ma di un'area aggiuntiva per prendere il sole. Al posto della palestra di arrampicata, è fornita di una parete boulder. 
La nave è una delle poche navi da crociera che può funzionare interamente a gas naturale liquefatto (GNL).

## Servizio
Nel marzo 2015, Carnival Corporation e Meyer Werft hanno concordato per la costruzione di quattro nuove navi nei cantieri di Papenburg e Turku tra il 2019 e il 2022, le successive AIDAnova, Costa Smeralda, AIDAcosma e Costa Toscana. Nel giugno 2015, le quattro navi sono state infine ordinate ufficialmente. La consegna di AIDAcosma viene programmata per l'inizio del 2020. La consegna della AIDAcosma è stata successivamente posticipata di un anno dopo la gemella Iona.
Il primo taglio della lamiera è avvenuto il 15 agosto 2019; la posa della chiglia il 15 ottobre 2019 nel cantiere navale Neptun di Rostock, dove è stata costruita l'intera sezione della macchina compresi i serbatoi; a febbraio/marzo 2020 è stata trasportata in rimorchio a Papenburg.
Nel 2020 la consegna è stata nuovamente posticipata a causa della pandemia di COVID-19. Il 10 luglio 2021, AIDAcosma ha lasciato il bacino di costruzione. La messa in servizio della nave era prevista per dicembre 2021.  Poiché ci sono stati ulteriori ritardi, la messa in servizio è stata rinviata all'anno 2022. Il 23 settembre 2021,  AIDAcosma è stata trasferita sull'Ems a Eemshaven.
Il 25 febbraio 2022 arriva per la prima volta ad Amburgo e il giorno dopo entra in servizio per il viaggio inaugurale.

## Navi gemelle
- AIDAnova
- Iona
- Arvia
- Mardi Gras
- Carnival Celebration
- Costa Smeralda
- Costa Toscana